# 阿涅丝·索雷尔
阿涅絲·索雷尔（法語：Agnès Sorel，法語發音：[aɲɛs sɔʁɛl]，1422年—1450年2月9日），號稱法國史上最美的女人，查理七世的情婦。傳言查理七世在1441年對她一見鍾情，相見第一晚便輾轉難眠。後世更認為是她給予查理七世無比的勇氣與自信，得以從英國人手上將諾曼第奪回。
她本來是洛林女公爵伊莎貝拉的侍女，1441年查理七世在百年戰爭後期造訪伊莎貝拉一家時，阿涅絲被伊莎貝拉安排去「照顧」國王，查理滿心歡喜而將她納為情婦，開啟法國王室情婦的悠久傳統。之後查理七世封其為「美麗貴婦」，並命畫家畫下一幅名為「聖母與小孩」，又名「梅拉的處女」的畫。畫中的阿涅絲裝扮成聖母抱著聖嬰，而乳房的意義從中世紀的神聖，也轉變成為文藝復興時期的情色。令法国民间津津乐道的是，即使不施脂粉，她的美貌依旧冠绝宫廷。阿涅絲也是法国王室史上首个公开承认的情妇。
她是个聪慧丽人，不时为国王的难题提出建议，查理七世在和她相处的过程中，逐渐找回自信。国王对阿涅絲的宠爱令她在王宫来去自如，而这也导致她在宫廷树敌。王储路易和王储顾问们十分厌恶她。
1449年当时，阿涅絲已为查理七世生下三个女儿，在她怀他们第四个孩子的时候，她不顾怀有八个月身孕毅然赶往查理七世所在的战场，却因路程颠覆遥远早产誕下一名女婴，嬰兒出生不久便夭亡，沒過幾天阿涅絲亦撒手人寰，1450年2月9日，时年28岁。王室记载是胃部肿胀而死，但数百年来民间传言称是王储的心腹在她赶路途中所飲用的食水和药物中下毒致死。二十一世纪对阿涅絲的开棺验骨也证明死因是水银中毒, 但宫中错综复杂的人事和利益关系也令历史学家和科学家难以确认真正幕后指使人。验骨后, 专家们按照她的生前夙愿将她的遗骨安放在法王查理七世墓旁。

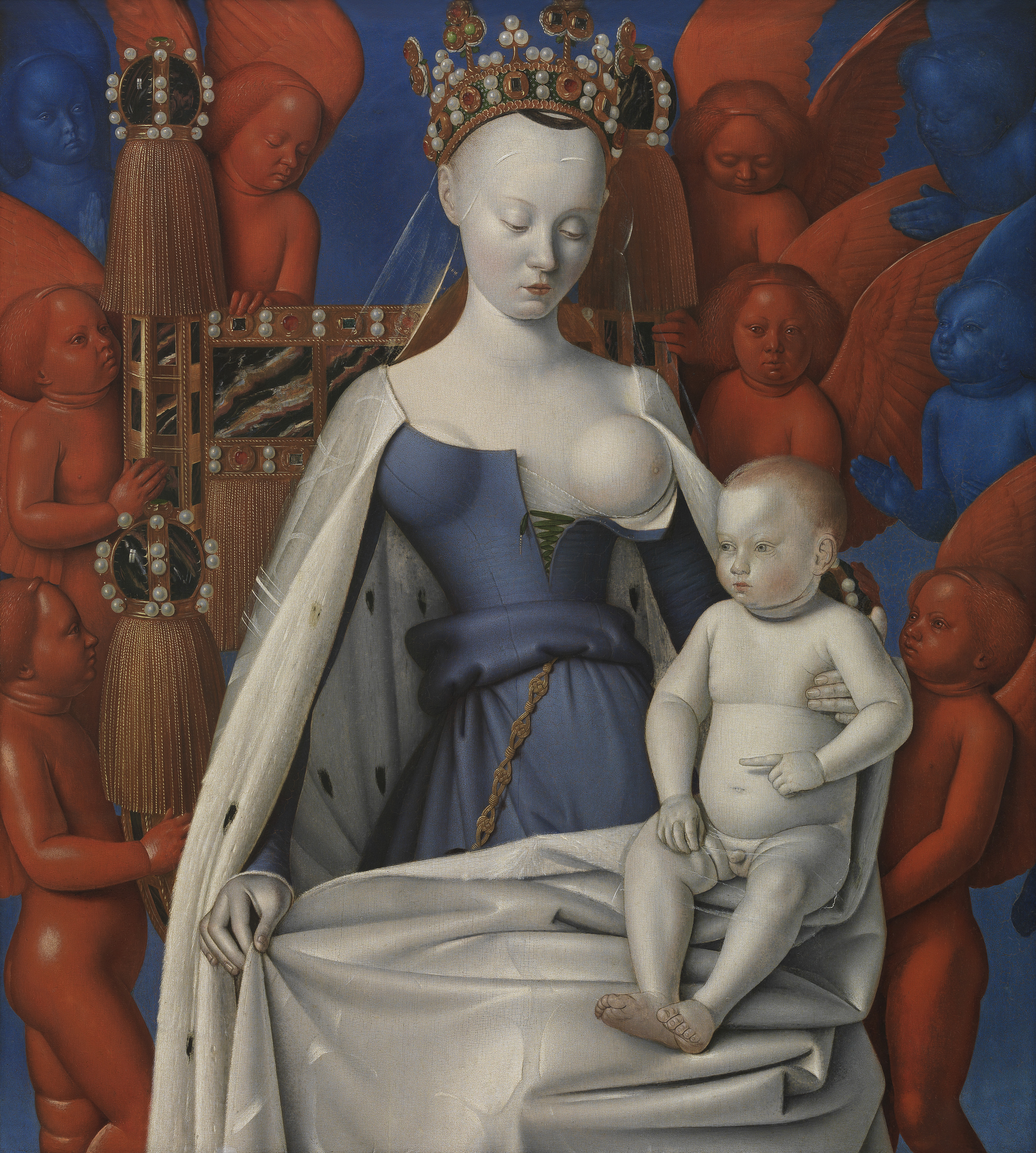
以阿涅絲為藍本的圖畫：《被天使環繞的聖處女（瑪莉亞）與聖子》，由畫家讓·富凱繪製

在她逝世後,其表妹安托瓦内特·德·迈涅莱取而代之成為查理七世新一任的情婦。